# 伊勒河畔圣安托万
伊勒河畔圣安托万（法語：Saint-Antoine-sur-l'Isle，法語發音：[sɛ̃.t‿ɑ̃twan syʁ lil]）是法国吉伦特省的一个市镇，属于利布尔讷区。

## 地理
伊勒河畔圣安托万（45°1'37"N, 0°2'17"E）面积10.4 平方千米，位于法国新阿基坦大区吉倫特省，该省份为法国西南部沿海省份，是法國本土面积最大的省，北起滨海夏朗德省，西临大西洋，南至朗德省，东南接洛特-加龍省，东临多爾多涅省。
与伊勒河畔圣安托万接壤的市镇（或旧市镇、城区）包括：拉罗什沙莱、埃居朗德和加尔德德伊、穆兰讷夫、勒皮祖、波谢尔、圣克里斯托夫德杜布尔、伊勒河畔圣瑟兰。

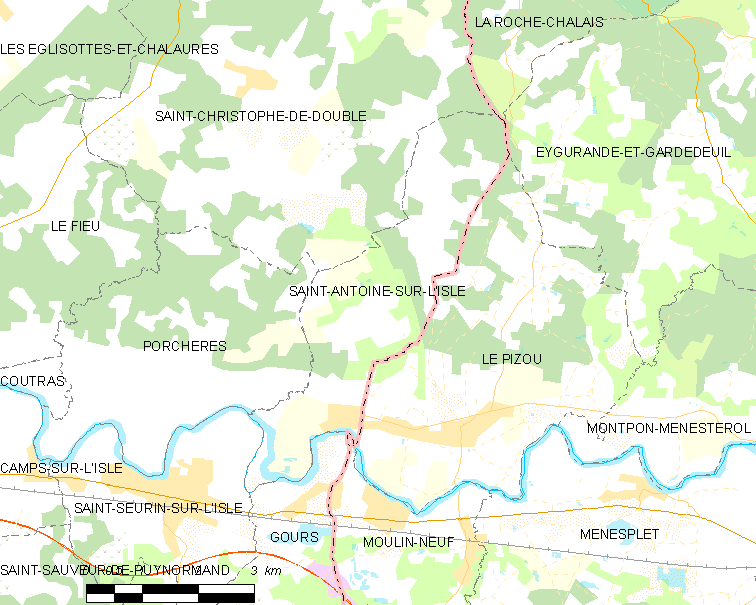
伊勒河畔圣安托万的OSM定位图

伊勒河畔圣安托万的时区为UTC+01:00、UTC+02:00（夏令时）。

## 行政
伊勒河畔圣安托万的邮政编码为33660，INSEE市镇编码为33373。

## 政治
伊勒河畔圣安托万所属的省级选区为北利布尔奈县。

## 人口

1962-2008年间伊勒河畔圣安托万人口变化图示

伊勒河畔圣安托万于2022年1月1日时的人口数量为581人。